# SCIM

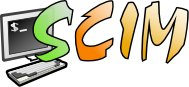
SCIM的徽標

SCIM（Smart Common Input Method）是一個支援多國語言的輸入法平台，虽然它的设计着眼于通用性，但是鉴于Windows之类的桌面OS有较完整的原生机制，所以SCIM更多还是用在UNIX／类UNIX环境中。它曾經作爲多數Linux發行版中文默認輸入法。

## 簡介

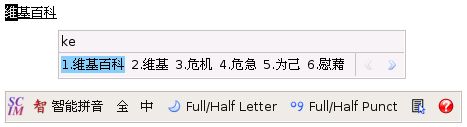
SCIM的「智能拼音」。

SCIM的目標是建造一个通用的输入法开发平台，用以简化输入法的开发和维护。它擁有極清晰的結構和容易使用但功能強大的操作介 面。并包括完整的 XFree86 窗口系统输入法应用程序
SCIM使用C++程式語言寫成，它將輸入平台的介面分為數個不同的等級，而這些等級是互相獨立並且容易使用的。因此，開發者可以很容易寫出新的輸入法，而且只須數行程式碼。
SCIM有著高度模組化的特徵，大部份組件皆可編譯為動態的可載入模組，所以可以如使用者所願隨時執行程式。舉例來說，為SCIM所寫的輸入方法為IMEngine模組，使用者可以使用這個模組配搭不同的前端程式，如SKIM來使用，這大大的方便了使用者。
SCIM對比XIM或IIIMF使用較高級的程式庫，所以擁有更容易使用的介面。而且可以與XIM或IIIMF並存。SCIM亦支援客製化的輸入法介面，如GTK+2介面模組及qt 介面模組。

## 特點
- 使用C++程式語言寫成，完全支援物件導向。
- 高度模組化。
- 可塑性極高的結構。
- 簡單的使用介面。
- 完全國際化及支援UCS-4／UTF-8編碼。
- 圖形使用者介面具有豐富的功能。
- 統一的設定架構。

## 目標
- 作為一個輸入法的前端介面，它正與uim作整合，並提供m17n程序庫。
- 同時使用IIIMF輸入法架構，因此亦可作為輸入法引擎。
- 提供儘可能多的原生IMEngine。
- 支持儘可能多的輸入法介面。
- 支持儘可能多的作業系統。

## 配置方法
SCIM本身基本不用配置，默认参数在绝大多数情况下能够正常工作。如需配置，可以使用四个配置模块中的任意一个完成——gconf, simple, socket 和 dummy， 默认使用simple。
如果X11客户端进程需要使用SCIM输入服务，就要配置这个进程的环境变量XMODIFIERS
export XMODIFIERS="@im=SCIM"

## 命令行参数
| 参数                  | 目的 |
| --------------------- | --- |
| -h,--help             | 显示简单的帮助 |
| -d,--daemon           | 以后台进程形式运行 |
| -l,--list             | 列出所有可用的模块 |
| -f,--frontend name    | 运行指定的前端模块（缺省运行 x11 前端） |
| -c,--config name      | 使用指定的配置模块（缺省使用 simple 模块） |
| -e,--engines name     | 仅调入指定的输入法引擎模块（缺省调入所有输入法引擎模块），多个模块可以用逗号隔开                                                                                                |
| -ne,--no-engines name | 不调入指定的输入法引擎模块 |
| --no-socket           | 不启动独立的 Socket 前端进程。缺省情况下，SCIM 会首先启动一个独立的 Socket 前端守护进程来提供输入法服务，然后再启动实际的 SCIM 进程。如果已经指定使用 socket 前端，则该选项无效 |

## 參閱
- iBus
- Fcitx
- uim

## 外部連結
- SCIM的主頁（页面存档备份，存于）
- SCIM在sourceforge.net的計劃介紹和下載頁（页面存档备份，存于）
- SCIM在freedesktop计划中的介绍网页